# Lorenzo Da Ponte
Lorenzo Da Ponte, nascido Emmanuele Conegliano (Ceneda, 10 de março de 1749 — Nova Iorque, 17 de agosto de 1838) foi um libretista da Itália, poeta e padre católico romano italiano, mais tarde americano. Ele escreveu o libreto de 28 óperas de 11 compositores, incluindo três das óperas mais célebres de Mozart, As Bodas de Fígaro (1786), Don Giovanni (1787) e Così fan tutte (1790).

## O libreto de Da Ponte
A natureza da contribuição de Da Ponte para a arte de escrever libretos tem sido muito discutida. No The New Grove Dictionary of Music and Musicians, é apontado que "o retrato de grandes paixões não era sua força", mas que ele trabalhou particularmente de perto com seus compositores para destacar seus pontos fortes, especialmente onde era uma questão de acentuado caracterização ou passagens humorísticas ou satíricas. Richard Taruskin observa que Mozart, em cartas a seu pai Leopold, expressou preocupação em garantir Da Ponte, mas estava preocupado que os compositores italianos na cidade (por exemplo, Salieri) estivessem tentando mantê-lo para si. Ele queria especificamente criar uma ópera de comédia buffa que incluísse um seriado parte feminina para contraste; Taruskin sugere que "o dom especial de Da Ponte foi o de forjar esta miscelânea virtual de expressões idiomáticas em uma forma dramática vívida". David Cairns examina a reformulação de Da Ponte do cenário para Don Giovanni , (originalmente escrita por Giovanni Bertati e apresentada em Veneza como Don Giovanni Tenorio , com música de Gazzaniga, em 1787). Cairns ressalta que "os empréstimos verbais são poucos", e que Da Ponte é em todos os pontos "mais espirituoso, mais estiloso, mais conciso e mais eficaz". Além disso, a reestruturação da ação de Da Ponte permite um formato mais apertado dando melhores oportunidades para as estruturas musicais de Mozart. David Conway sugere que a própria vida de Da Ponte "disfarçada" (como um judeu/padre/mulheres) permitiu-lhe infundir o clichê operístico do disfarce com um senso de ironia romântica.

## Trabalhos
- Opera libretti:
  - La Scuola de' gelosi (1783) – compositor Antonio Salieri
  - Il ricco d'un giorno (1784) – compositor Antonio Salieri
  - Il burbero di buon cuore (1786, da peça de Carlo Goldoni) – compositor Vicente Martín y Soler
  - Il Demogorgone ovvero Il filosofo confuso (1786) – compositor Vincenzo Righini
  - Il finto cieco (1786) – compositor Giuseppe Gazzaniga
  - Le nozze di Figaro (1785/86, da peça de Pierre Beaumarchais) – compositor Wolfgang Amadeus Mozart
  - Una cosa rara (1786, da peça de La Luna de la Sierra by Luis Vélez de Guevara) – compositor Vicente Martín y Soler
  - Gli equivoci (1786) – compositor Stephen Storace
  - L'arbore di Diana (1787) – compositor Vicente Martín y Soler
  - Il dissoluto punito o sia Il Don Giovanni (1787, da opera de Giuseppe Gazzaniga) – compositor Wolfgang Amadeus Mozart
  - Axur, re d'Ormus (1787/88, tradução do libreto Tarare by Pierre Beaumarchais) – compositor Antonio Salieri
  - Il Talismano (1788, de Carlo Goldoni) – compositor Antonio Salieri
  - Il Bertoldo (1788) – compositor  it
  - L'Ape musicale (1789)
  - Il Pastor fido (1789, da pastoral de Giovanni Battista Guarini) – compositor Antonio Salieri
  - La cifra (1789) – compositor Antonio Salieri
  - Così fan tutte (1789/90) – compositor Wolfgang Amadeus Mozart
  - La Caffettiera bizzarra (1790) – compositor Joseph Weigl
  - La Capricciosa corretta (1795) – compositor Vicente Martín y Soler
  - Antigona (1796) – compositor Francesco Bianchi
  - Il consiglio imprudente (1796) – compositor Giuseppe Francesco Bianchi
  - Merope (1797) – compositor Giuseppe Francesco Bianchi
  - Cinna (1798) – compositor Giuseppe Francesco Bianchi
  - Armida (1802) – compositor Giuseppe Francesco Bianchi
  - La grotta di Calipso (1803) – compositor Peter Winter
  - Il trionfo dell'amor fraterno (1804) – compositor Peter Winter
  - Il ratto di Proserpina (1804) – compositor Peter Winter
- Cantatas e oratórios:
  - Per la ricuperata salute di Ofelia (1785) – compositores Wolfgang Amadeus Mozart, Antonio Salieri e "Cornetti"
  - Il Davidde (1791) – Pasticcio de obras de vários compositores
  - Hymn to America – compositor Antonio Bagioli
- Poesia
  - Carta de reclamação em verso em branco para Leopoldo II, Sacro Imperador Romano[7]
  - 18 sonetos em comemoração de sua esposa (1832)
- De outros
  - traduções do inglês para o italiano
  - vários livros de instrução elementar na língua italiana
  - Memorie (autobiografia)
  - History of the Florentine Republic and the Medici (2 vols., 1833).